# Philipp Plattner
Philipp Jakob Plattner (* 12. April 1847 in Weisenau bei Mainz; † nach 1922) war ein deutscher Romanist und  Grammatiker des Französischen.

## Leben
Plattner war Französischlehrer in Wiesbaden und Wasselonne. Im Wintersemester 1865/66 trat der in die Burschenschaft Alemannia Gießen ein. 1893–1904 war er Direktor der Vierten Städtischen Realschule in Berlin. Anderen Quellen zufolge war Plattner Redakteur am Osmanischen Lloyd in Konstantinopel und wurde Osmane unter dem Namen Mahmud-Nadschi und verstarb ebenda im Juli 1918.

## Werke

### Ausführliche Grammatik
Plattner ist vor allem bekannt für sein umfang- und beispielreiches Werk:
- Ausführliche Grammatik der französischen Sprache, eine Darstellung des modernen französischen Sprachgebrauchs mit Berücksichtigung der Volkssprache, 8 Bde., Karlsruhe 1899–1908
  - 1. Teil: Grammatik der französischen Sprache für den Unterricht, Karlsruhe 1899, 1907, 1912 (446 S.), 1920
  - 2. Teil, 1. Heft: Wörterbuch der Schwierigkeiten der französischen Aussprache und Rechtschreibung mit phonetischer Bezeichnung der Aussprache, Karlsruhe 1900, Freiburg 1917, 1920
  - 2. Teil, 2. Heft: Formenbildung und Formenwechsel des französischen Verbums. Regelmäßiges und unregelmäßiges, unvollständiges, unpersönliches und reflexives Verbum, transitiver, intransitiver und absoluter Gebrauch, Rektion, Karlsruhe 1902, Freiburg 1921
  - 2. Teil, 3. Heft: Das Verbum in syntaktischer Hinsicht.  Satzbau und Inversion, Konkordanz, Tempus- und Modusgebrauch, Infinitiv, Partizipien, Akkusativ mit dem Infinitiv, Karlsruhe 1906, 1922
  - 3. Teil, 1. Heft: Das Nomen und der Gebrauch des Artikels in der französischen Sprache, Karlsruhe 1905, 1925
  - 3. Teil, 2. Heft: Das Pronomen und die Zahlwörter, Karlsruhe 1907
  - 4. Teil: Präpositionen und Adverbien mit Einschluss der Negation, sowie Syntax des Adjektivs, Karlsruhe 1907, 1929
  - 5. Teil: Grammatisches Lexikon der französischen Sprache,  Karlsruhe 1908, Freiburg 1920

### Weitere Werke
- Zur französischen Schul-Grammatik, Wiesbaden 1879 (in: Jahresbericht über das Königliche Realgymnasium zu Wiesbaden, 1878–1879; Übungsbuch, 35 Seiten)
- Übersetzung der im Übungsbuch zur französischen Schulgrammatik enthaltenen Stücke, Karlsruhe 1883
- Französische Schulgrammatik, Karlsruhe 1883 (322 Seiten), 1887 (346 Seiten), spätere Auflagen siehe „Ausführliche Grammatik“, 1. Teil
- Elementarbuch der Französischen Sprache, Karlsruhe 1884, 1887
- Unsere Fremdwörter vom Standpunkte des französischen Unterrichts betrachtet, Strassburg 1889 (Beilage zum Jahresbericht der Realschule zu Wasselnheim im Elsass)
- Sammlung französischer Gedichte für die Schule in drei Teilen mit erklärenden Anmerkungen, Karlsruhe 1890
- Französische Stilschule. Ausgewählte Abschnitte aus Schillers Geschichte des 30jährigen Kriegs mit ausführlichen Bemerkungen für die Übertragung in das Französische und einer vergleichenden Zusammenstellung verschiedener Übersetzungen, Karlsruhe 1891
- Etudes de grammaire et de littérature françaises 1, 1892
- Kurzgefaßte Schulgrammatik der französischen Sprache mit einem Lese- und Übungsbuch in zusammenhängenden Lesestücken, Umbildungen und Übersetzungsaufgaben, Karlsruhe 1894, 1903, 1909, 1916
- Spécimen d'un dictionnaire de la prononciation française, Berlin 1894–1895
- Paris et autour de Paris. Plaudereien über die französische Hauptstadt und ihre Umgebung. Nach französischen Quellen für den Schulgebrauch entworfen, Gotha 1900 (Perthes‘ Schulausgaben 25)
- Paris et autour de Paris 2, Berlin 1901
- Paris et autour de Paris 3, Berlin 1902 (Wissenschaftliche Beilage zum Jahresbericht der 4.Städtischen Realschule zu Berlin)
- Lehrbuch der französischen Sprache, Freiburg 1917, 1922, 1946, 1948